# Zeekr
Zeekr är ett kinesiskt bilmärke ägt av Zhejiang Geely Holding Group. Märket bildades 2021 och var ursprungligen helt inrikat på elbilar. Den första modellen 001, som baseras på Geelys SEA-plattform, lanserades i april 2021 på Auto Shanghai. Såväl modell 001 som dess plattform utvecklades av Zeekr Technology Europe (före detta CEVT) i Göteborg och modellen presenterades först som Lynk & Co Zero Concet på 2020 Beijing Auto Show.  Zeekr säljs i Kina, Kazakstan, Israel samt på vissa europeiska marknader. I Sverige säljs märket sedan 2023.

## Modeller
- Zeekr 001
- Zeekr 002
- Zeekr 005
- Zeekr 007
- Zeekr 009
- Zeekr 010
- Zeekr 011
- Zeekr 013
- Zeekr 019
- Zeekr X
- Zeekr B